# Музыкальная ангедония
Музыка́льная ангедо́ния (от др.-греч. μουσική — «музыка» + ἀνἡδονή — «ангедония») — неврологическое состояние, характеризующееся неспособностью получать удовольствие от музыки. Люди с этим заболеванием, в отличие от тех, кто страдает музыкальной агнозией, могут узнавать и понимать музыку, но не получают от неё удовольствия.
Исследования показали, что у людей с этим заболеванием снижена функциональная связь между кортикальными областями, отвечающими за обработку звука, и подкорковыми областями, связанными с вознаграждением.

## История
Тематические исследования музыкальной ангедонии и её симптомов датируются мартом 1993 года.
Термин «музыкальная ангедония» означает, в более общем смысле, избирательное отсутствие приятных реакций на музыку у людей с повреждением мозга или без него. Это привело к признанию двух разных типов музыкальной ангедонии.
Первый тип, известный как «музыкальная ангедония без повреждения головного мозга», проявляется у людей, у которых нет неврологических повреждений. Заболеваемость среди населения в целом низкая: от 5 % до 10 %. Второй тип известен как «приобретенная музыкальная ангедония». Именно эта форма развивается в результате поражения головного мозга. Заболеваемость этой второй формой ещё ниже, и большинство её исследований сосредоточено на отдельных случаях.

## Исследование
Исследование, проведенное в 2014 году, коррелировало удовольствие участников от музыки с неврологической активностью, что было измерено с помощью функциональной магнитно-резонансной томографии (фМРТ). Было обнаружено, что те, кто сообщил о более сильных эмоциональных реакциях на музыку, имели большую неврологическую активность, связывающую слуховую кору и мезолимбический путь мозга. Это говорит о том, что специфическая музыкальная ангедония существует как дискретное неврологическое состояние, а не как симптом общей ангедонии.
Музыкальная терапия может быть неэффективной для людей с музыкальной ангедонией, как и в случае некоторых других заболеваний и состояний, таких как болезнь Паркинсона и болезнь Альцгеймера. Исследование 2019 года показало, что определённые музыкальные методы лечения могут облегчить ангедонию и другие симптомы депрессии.

## Социальная стигма
Музыка часто считается универсальным языком, и людям с музыкальной ангедонией может быть трудно понять, почему они не получают от неё удовольствия. Новое эмпирическое исследование этого состояния явилось двумя основными социальными преимуществами: оно помогло людям с этим заболеванием лучше понять, почему оно у них; и это помогло продемонстрировать остальной части населения, что это реальное состояние, которое влияет на жизнь многих людей.
В Северо-Восточном университете профессора Психея Луи и Аджая Сатпуте исследовали, может ли корреляция между музыкой и мозгом нарушить «социальные связи». Они могли связать похожие изображения мозга аутичного человека с изображениями мозга человека с музыкальной ангедонией.